# ساختار شهری

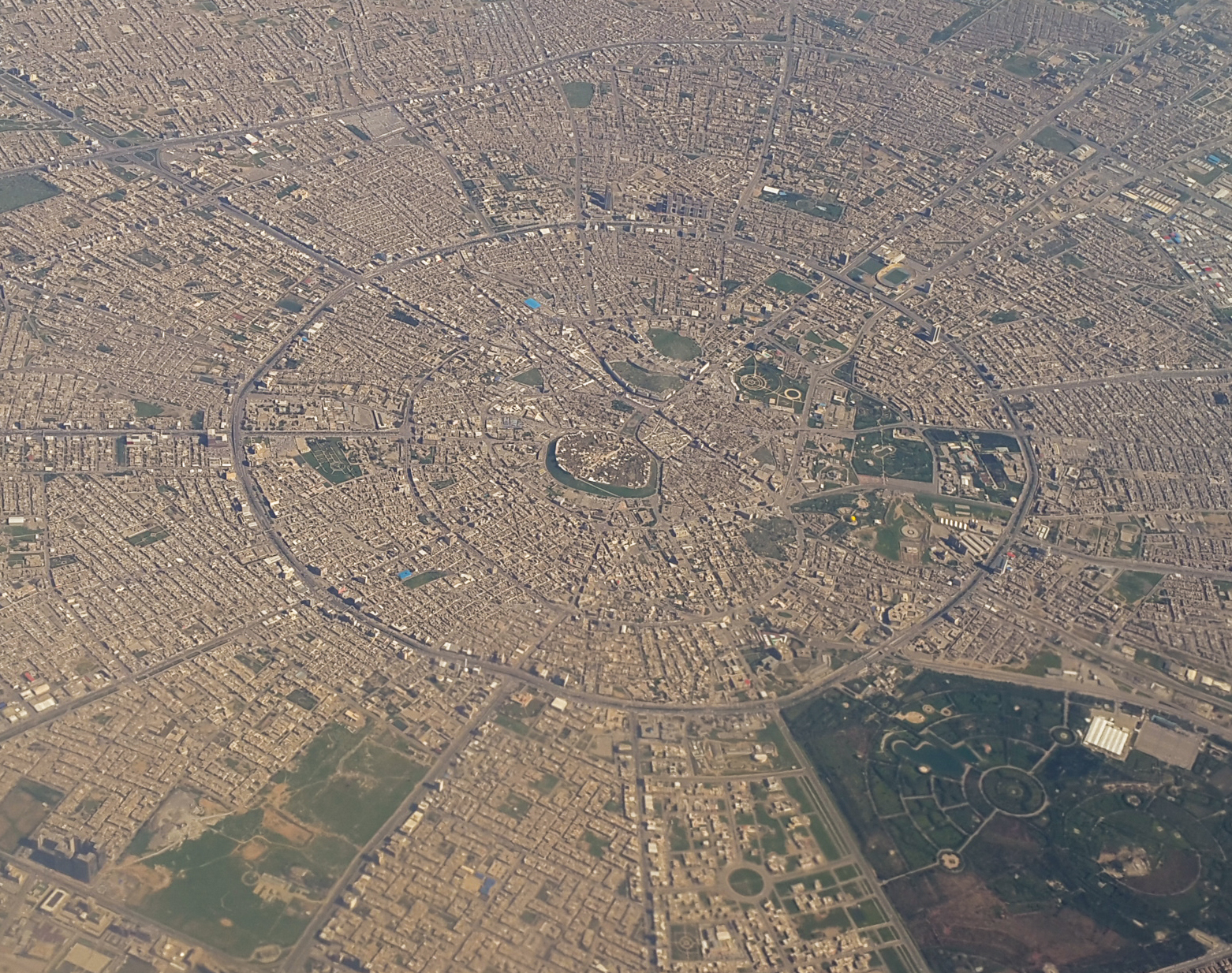
شهر اربیل در اقلیم کردستان عراق دارای ساختار شهری شعاعی با محوریت یک ارگ باستانی است.

ساختار شهری چیدمان کاربری اراضی در مناطق شهری است؛ به عبارت دیگر، نحوه تعیین کاربری اراضی یک شهر. برنامه ریزان شهری، اقتصاددانان و جغرافیدانان مدل‌های متعددی را توسعه داده‌اند که توضیح می‌دهد که در آن انواع مختلف افراد و مشاغل در محیط شهری وجود دارند. ساختار شهری می‌تواند به ساختار فضایی شهری نیز اشاره داشته باشد که به چیدمان فضای عمومی و خصوصی در شهرها و میزان اتصال و دسترسی می‌پردازد.

## مدل منطقه‌ای
این مدل اولین مدلی بود که توزیع گروه‌های اجتماعی را در مناطق شهری توضیح داد. این مدل بر اساس یک شهر واحد، شیکاگو، توسط جامعه‌شناسی به نام ارنست برگس و در سال ۱۹۲۴ میلادی ایجاد شد. بر اساس این مدل، یک شهر از یک نقطه مرکزی در یک سری حلقه‌های متحدالمرکز به سمت بیرون رشد می‌کند. داخلی‌ترین حلقه نشان دهنده منطقه و ناحیه تجاری مرکزی است. اطراف آن توسط حلقه دوم، منطقه انتقال، که شامل صنعت و مسکن با کیفیت پایین‌تر است، احاطه شده‌است. حلقه سوم شامل مسکن برای طبقه کارگر است و منطقه خانه‌های مستقل کارگری نامیده می‌شود. حلقه چهارم دارای خانه‌های جدیدتر و بزرگتر است که معمولاً توسط طبقه متوسط اشغال می‌شود. این حلقه را منطقه اقامتگاه‌های بهتر می‌نامند. بیرونی‌ترین حلقه منطقه رفت و آمد نامیده می‌شود. این منطقه نشان‌دهنده افرادی است که در حومه‌های مسکونی زندگی می‌کنند و برای کار روزانه به مرکز رفت و آمد می‌کنند.

## مدل بخشی
نظریه دوم ساختار شهری در سال ۱۹۳۹ میلادی توسط اقتصاددانی به نام هومر هویت (Homer Hoyt) ارائه شد. مدل او، مدل بخشی، پیشنهاد کرد که یک شهر به «جای حلقه‌ها» در «بخش‌هایی» توسعه می‌یابد. مناطق خاصی از یک شهر برای فعالیت‌های مختلف جذابیت بیشتری دارند، چه به صورت تصادفی و چه به دلایل جغرافیایی و محیطی. همان‌طور که شهر رشد می‌کند و این فعالیت‌ها شکوفا می‌شوند و به بیرون گسترش می‌یابند، آنها این کار را در یک گوه انجام می‌دهند و به بخشی از شهر تبدیل می‌شوند. به عنوان مثال، اگر منطقه ای برای مسکن با درآمد بالا راه اندازی شود، هر گونه توسعه جدید در آن منطقه از لبه بیرونی گسترش می‌یابد.
این نظریه تا حدی فقط یک اصلاح در مدل متحدالمرکز است تا یک بیان مجددی رادیکال و متفاوت. هویت و برگس هر دو ادعا کردند که شیکاگو از مدل آنها حمایت می‌کند. برگس ادعا کرد که منطقه تجاری مرکزی شیکاگو توسط یک سری حلقه‌ها احاطه شده‌است که تنها توسط دریاچه میشیگان شکسته شده‌است. هویت استدلال کرد که بهترین مسکن در شمال از ناحیه تجاری مرکزی در امتداد دریاچه میشیگان توسعه یافته‌است، در حالی که صنعت در امتداد خطوط ریلی اصلی و جاده‌های جنوب، جنوب غربی و شمال غربی قرار دارد.
کلگری، آلبرتا تقریباً با مدل بخشی Hoyt مطابقت دارد.

## مدل چند هسته ای
چانسی هریس (Chauncy Harris) و ادوارد اولمن (Edward Ullman) جغرافیدانان مدل چند هسته ای را در سال ۱۹۴۵ میلادی توسعه دادند. بر اساس این مدل، یک شهر شامل بیش از یک مرکز است که فعالیت‌ها حول آن می‌چرخد. برخی از فعالیت‌ها جذب گره‌های خاصی می‌شوند در حالی که برخی دیگر سعی می‌کنند از آنها اجتناب کنند. به عنوان مثال، یک گره دانشگاهی ممکن است ساکنان تحصیل کرده، پیتزافروشی‌ها و کتابفروشی‌ها را جذب کند، در حالی که یک فرودگاه ممکن است هتل‌ها و انبارها را جذب کند. کسب و کارهای دیگر نیز ممکن است خوشه (دسته)هایی تشکیل دهند که گاهی به صورت محلی به عنوان «مثلث‌های آهنی» برای تعمیر خودرو یا مناطق سرخ برای روسپی‌گری یا مناطق هنری شناخته می‌شوند. فعالیت‌های ناسازگار از خوشه‌بندی در یک منطقه جلوگیری می‌کند و توضیح می‌دهد که چرا صنایع سنگین و مسکن‌های پردرآمد به ندرت در یک محله وجود دارند.